# Réacteur S1C

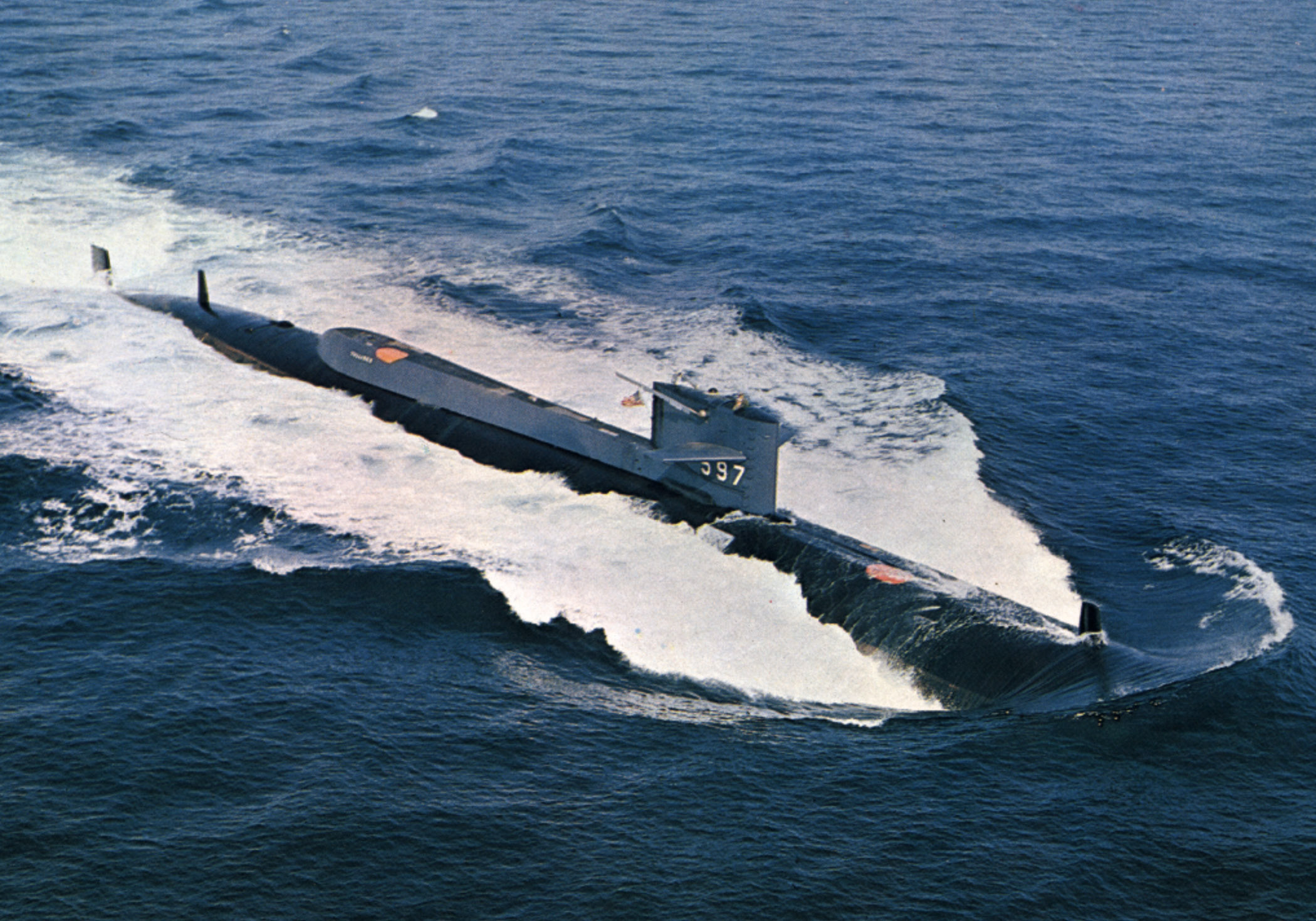
L'USS Tullibee (SSN-597) en mer.

Le S1C Reactor est un type de réacteur nucléaire naval conçu par Combustion Engineering pour le compte de l'United States Navy. Il s'agit d'un réacteur expérimental basé à terre, qui permettra de créer le réacteur S2C qui sera, lui, installé sur le Tullibee.
L’acronyme S1C signifie :
- S = sous-marin (Submarine)
- 1 = numéro de la génération pour le fabricant
- C = Combustion Engineering pour le nom du fabricant

Il est également connu comme le Nuclear Power Training Unit (NPTU).
Ce réacteur fut construit à Windsor, dans le Connecticut. Sa conception est inhabituelle en le fait que les turbines à vapeur entraînent des alternateurs, qui alimentent des moteurs électriques. Il demeure toutefois très similaire à un réacteur S5W.
Au cours de la guerre froide, le prototype S1C servit à former les futurs atomiciens et opérateurs des réacteurs nucléaires de la marine américaine. En 1960, la gestion du site est transférée au Knolls Atomic Power Laboratory (en) (KAPL) basé à Schenectady, du fait de l'arrivée au terme du contrat signé entre la Navy et Combustion Enginerring. Utilisé de 1959 à 1993,, il permit à 14 000 opérateurs d'y être formés.
Un nettoyage complet du site a été déclaré comme terminé en 2006 par le Connecticut Department of Energy and Environmental Protection.